# Bickerton, North Yorkshire
Bickerton är en by i civil parish Bilton-in-Ainsty with Bickerton, i kommunen North Yorkshire, i grevskapet North Yorkshire, i England. Byn är belägen 15 km från York. Bickerton var en civil parish 1866–1937 när blev den en del av Bilton. Civil parish hade 140 invånare år 1931. Byn nämndes i Domedagsboken (Domesday Book) år 1086, och kallades då Bichretone.